# Новоалександровка (Бериславский район)
Новоалександровка (укр. Новоолександрівка) — село в Бериславском районе Херсонской области Украины. Центр Новоалександровской сельской общины.

## Население
Население по переписи 2001 года составляло 1319 человек. 94,84 % жителей указали украинский язык родным, 4,32 % — русский.